# Masatoshi Ōkōchi
Pour les articles homonymes, voir Masatoshi.
Le vicomte Masatoshi Ōkōchi (大河内正敏, Ōkōchi Masatoshi) (6 décembre 1878 – 29 août 1952) est un physicien japonais et dirigeant d'entreprise. 
Il fut le troisième directeur de l'institut Riken, poste qu'il assuma en 1921 et qu'il occupa pendant 25 ans. Au cours de cette période, il se fit remarquer pour avoir créé le Riken Konzern, un zaibatsu d'entreprises qui se concentrait sur l'utilisation des résultats de recherche de l'institut pour produire des produits commerciaux.